# Bazy Tankersley
Bazy Tankersley (née en 1921 à Chicago et morte en 2013 à Tucson) est une éditrice, journaliste et éleveuse de chevaux américaine.

## Biographie

### Enfance et formation
Elle est la fille de Joseph McCormick et Ruth Hanna McCormick.
Elle est née à Chicago, dans l’Illinois, le 7 mars 1921.

### Carrière
Elle ouvre le centre d'élevage Al-Marah Arabians au début des années 1920 lorsqu’elle et son mari ont déménagé à Tucson en 1941, selon les archives du Star.
Tankersley a déménagé le ranch dans le Maryland dans les années 1950, mais est retourné à Tucson au milieu des années 1970.
Elle a été membre du conseil d’administration puis président de l’Arizona Sonora Desert Museum.

## Philanthropie
Tankersley a également aidé à fonder des organisations d’éleveurs de chevaux, a créé un programme pour former les jeunes amateurs de chevaux et a soutenu l’équitation thérapeutique de Tucson, connue sous le nom de TROT, un programme qui aide les enfants handicapés à monter à cheval.